# Gamlitz
Gamlitz är en ort och kommun i Österrike. Den ligger i distriktet Leibnitz i förbundslandet Steiermark och har en kort gräns mot Slovenien i söder. Den 1 januari 2015 blev den tidigare kommunen Sulztal an der Weinstraße en del av kommunen Gamlitz.
Kommunen består av åtta orter (Ortschaften) (inom parentes invånarantal 1 januari 2024):

- Eckberg (203)
- Gamlitz (1 581)
- Grubtal (361)
- Kranach (304)
- Labitschberg (128)
- Sernau (242)
- Steinbach (264)
- Sulztal (112)